# Nußdorf am Inn

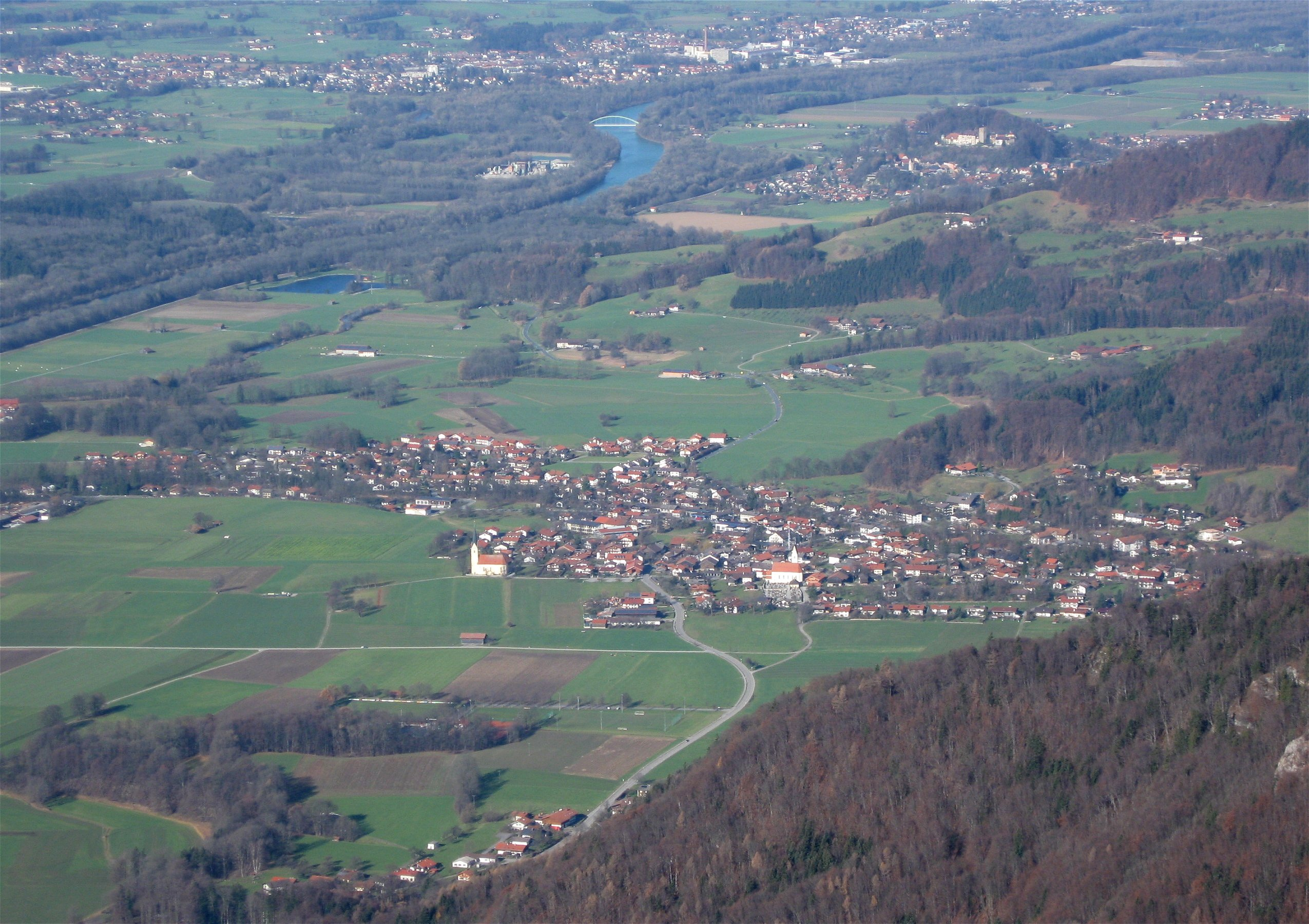
Blick vom Kranzhorn auf Nußdorf

Nußdorf am Inn (amtlich: Nußdorf a.Inn) ist eine Gemeinde im oberbayerischen Landkreis Rosenheim.

## Geographie

### Lage und Verkehrsanbindung
Der Fremdenverkehrsort mit barocken Kirchen und ursprünglichen Bauernhäusern liegt im bayerischen Inntal zwischen Heuberg und Wendelstein an der Grenze zu Tirol. Die nächste Bahnstation befindet sich in Brannenburg. Von der Autobahn 93 (Rosenheim – Kiefersfelden) aus ist Nußdorf über die Autobahnausfahrt Brannenburg zu erreichen.
Nußdorf ist durch vier Buslinien an den Regionalverkehr Oberbayern angeschlossen. Durch die Linien 50, 52, 9490 und 9573 bestehen Verbindungen nach Rosenheim, Raubling, Brannenburg, Kufstein, Kiefersfelden, Oberaudorf, Flintsbach und Neubeuern.

### Gemeindegliederung
Es gibt 26 Gemeindeteile (in Klammern ist der Siedlungstyp angegeben):
- Bergen (Weiler)
- Breiten (Einöde)
- Buchberg (Weiler)
- Gritschen (Weiler)
- Guggenau (Weiler)
- Haus (Weiler)
- Kirchwald (Einöde)
- Labach (Weiler)
- Lieln (Einöde)
- Mühlhausen (Einöde)
- Mühlthal (Einöde)
- Niederthann (Einöde)
- Nußdorf a.Inn (Pfarrdorf)
- Oberthann (Einöde)
- Preisenberg (Einöde)
- Ramsau (Einöde)
- Riedlberg (Weiler)
- Schneebichl (Einöde)
- Seilenau (Einöde)
- Sonnhart (Weiler)
- Steinach (Weiler)
- Überfilzen (Dorf)
- Untersulzberg (Einöde)
- Urstall (Weiler)
- Windshausen (Kirchdorf)
- Zain (Einöde)

Der Gemeindeteil Tiefenbach wurde im August 2015 aufgehoben.

### Nachbargemeinden
|                   | Neubeuern                                   | Samerberg |
| Brannenburg       | Kompassrose, die auf Nachbargemeinden zeigt |           |
| Flintsbach am Inn | Erl (Österreich)                            |           |

### Natur
Folgende Schutzgebiete berühren das Gemeindegebiet:
- Landschaftsschutzgebiet Inntal Süd (LSG-00595.01)
- Fauna-Flora-Habitat-Gebiet Innauwald bei Neubeuern und Pionierübungsplatz Nussdorf (8238-371)
- Fauna-Flora-Habitat-Gebiet Hochriesgebiet und Hangwälder im Aschauer Tal (8239-371)
- Geotop Kundl und Backofen am Heuberg (187R037)

## Geschichte
Die Geschichte des Orts ist bis ins frühe Mittelalter zurückverfolgbar. 788/790 wird in der Notitia Arnonis eine ecclesia Nuzdorf, die mit einer Liegenschaft (cum territorio) ausgestattet war, genannt. Durch eine Urkunde belegt ist, dass am 15. Mai 1097 Kaiser Heinrich IV. auf der Durchreise von Verona nach Regensburg in Nußdorf Station machte. Das örtliche Adelsgeschlecht der Clammensteiner auf den Burgen Klammenstein und Ramsau wird hier ab dem 12. Jahrhundert in Urkunden erwähnt. Der letzte Clammensteiner, Konrad III., vermachte 1402 sein Vermögen den beiden Nußdorfer Kirchen. 1950 übernahm die Gemeinde das Wappen dieser Adelsfamilie.
Wegen der Grenzlage an einem wichtigen Land- und Wasserweg wurde der Ort im Landshuter Erbfolgekrieg 1504, beim Kroaten-Einfall 1743 und während der Napoleonischen Kriege gebrandschatzt und geplündert. Der durch die Gebietsreform erzwungene Zusammenschluss der nach 1800 gegründeten politischen Gemeinde mit Neubeuern scheiterte am Widerstand der Nußdorfer Bürger. Seit dem 1. Januar 1980 ist Nußdorf am Inn wieder eine selbständige Gemeinde.

## Einwohnerentwicklung
Zwischen 1988 und 2018 wuchs die Gemeinde von 2062 auf 2648, das heißt um 28,4 %.

## Klima
Das in Nußdorf herrschende Mikroklima lässt sich durch seine Lage an einer Engstelle des Inntals sowie der Höhenlage von 486 Metern über dem Meeresspiegel erklären. Ebenfalls einen wichtigen Einfluss nimmt der „Erler Wind“, ein starker orographischer Fallwind, der in der Nacht einsetzt und meist am späten Vormittag gegen 11 Uhr in die entgegengesetzte Richtung also taleinwärts, wenn auch weniger stark, zurückfließt. Früher galt der Erler Wind als sicheres Barometer, da bei ausbleibendem Zurückfließen mit großer Wahrscheinlichkeit ein Ende des schönen Wetters zu erwarten war.
Der kontinentale Einfluss, der den südlichen Teil Deutschlands dominiert, ist auch in Nußdorf bemerkbar, wo durch die räumliche Nähe zu den Alpen kalte Winter mit Durchschnittstemperaturen zwischen −6 und +2 °C im Tagesverlauf vorherrschen. Circa die Hälfte des Niederschlags fällt in Form von Schnee, so dass der Boden im Winter meist von einer Schneedecke (zwischen 15 und 30 cm) bedeckt ist.
Im Sommer gleichen die Temperaturen denen in den übrigen Teilen Deutschlands, sie betragen durchschnittlich zwischen 13 °C am Morgen und 23 °C am Nachmittag.
Aber der Sommer ist zugleich die niederschlagsreichste Zeit des Jahres. Mächtige Gewitterwolken, die gegen die Berghänge getrieben werden, entladen sich mit oft gewaltigen Regengüssen. So werden in den Monaten Juni und Juli oft Niederschlagswerte von bis zu 150 mm pro Monat erreicht, der Jahresdurchschnitt liegt bei ca. 1075 mm. Trotz dieser zahlreichen Gewitter, die meist am späten Nachmittag auftreten, scheint die Sonne durchschnittlich acht Stunden am Tag.

## Politik

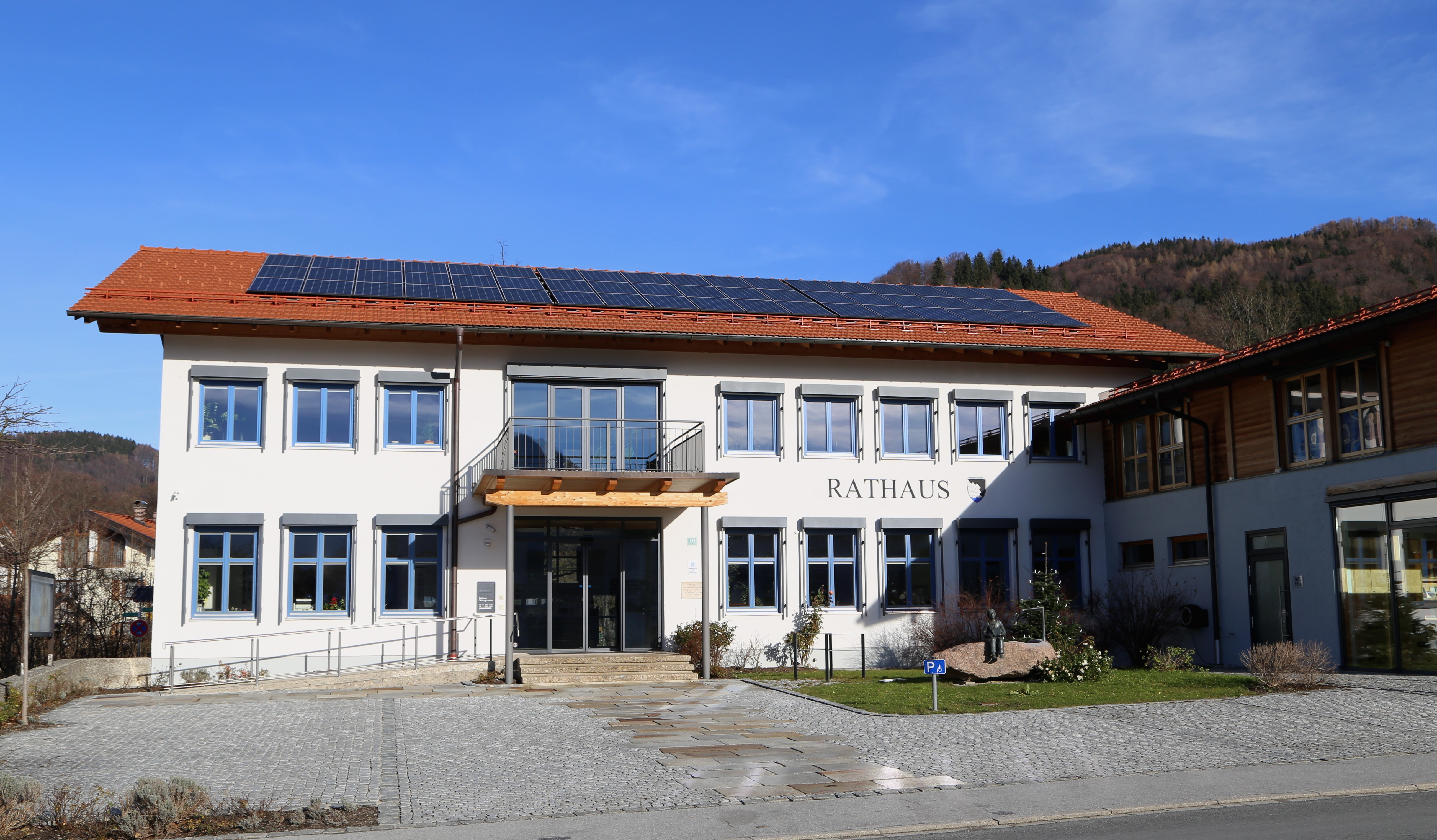
Rathaus

### Gemeinderat
Der Gemeinderat besteht aus dem Ersten Bürgermeister und 14 Gemeinderatsmitgliedern. Davon sind nach der Kommunalwahl 2020 sieben Mitglieder der CSU/FWG und sieben Mitglieder der Parteifreien Nußdorfer.

### Bürgermeister
Von 2002 bis zu seinem Tod Mitte August 2021 war Josef Oberauer (CSU/FWG) Erster Bürgermeister.  Am 12. Dezember 2021 wurde Susanne Grandauer (CSU/FWG) zu seiner Nachfolgerin gewählt.

### Wappen
| Wappen von Nußdorf am Inn | Blasonierung: „In Schwarz über blauen Wellen ein schräglinks absteigender silberner Mauergiebel.“ |
| Wappen von Nußdorf am Inn |                                                                                                   |

### Gemeindepartnerschaften
Seit 1975 besteht eine Partnerschaft mit der französischen Gemeinde Camblanes-et-Meynac. Diese wird durch gegenseitige Besuche sowie seit 2003 durch einen alljährlichen Jugendaustausch mit Leben erfüllt.

## Sehenswürdigkeiten
- Pfarrkirche St. Vitus
- Filialkirche St. Leonhard
- Wallfahrtskirche Kirchwald
- Kirche Heilig Kreuz an der Grenze zu Tirol am Fuß des Kranzhorns
- Nußdorfer Mühlenweg, ortsgeschichtlicher Wanderweg mit 18 Stationen

## Freizeitangebote
- Freibad Nußdorf am Inn
- Sportanlagen Nußdorf am Inn
- Wanderungen z. B. auf den Heuberg oder das Kranzhorn
- Ausgangspunkt für Wintersportausflüge z. B. in die nahe gelegenen Skigebiete Sudelfeld oder Hocheck

## Auszeichnungen
Beim Wettbewerb Unser Dorf soll schöner werden wurde Nußdorf 2001 mit einer Goldmedaille ausgezeichnet.
Nußdorf erreichte beim europäischen floristischen Städte- und Gemeinden-Wettbewerb Entente Florale Europe des Jahres 2004 in der Kategorie „Dorf“ eine Goldmedaille.

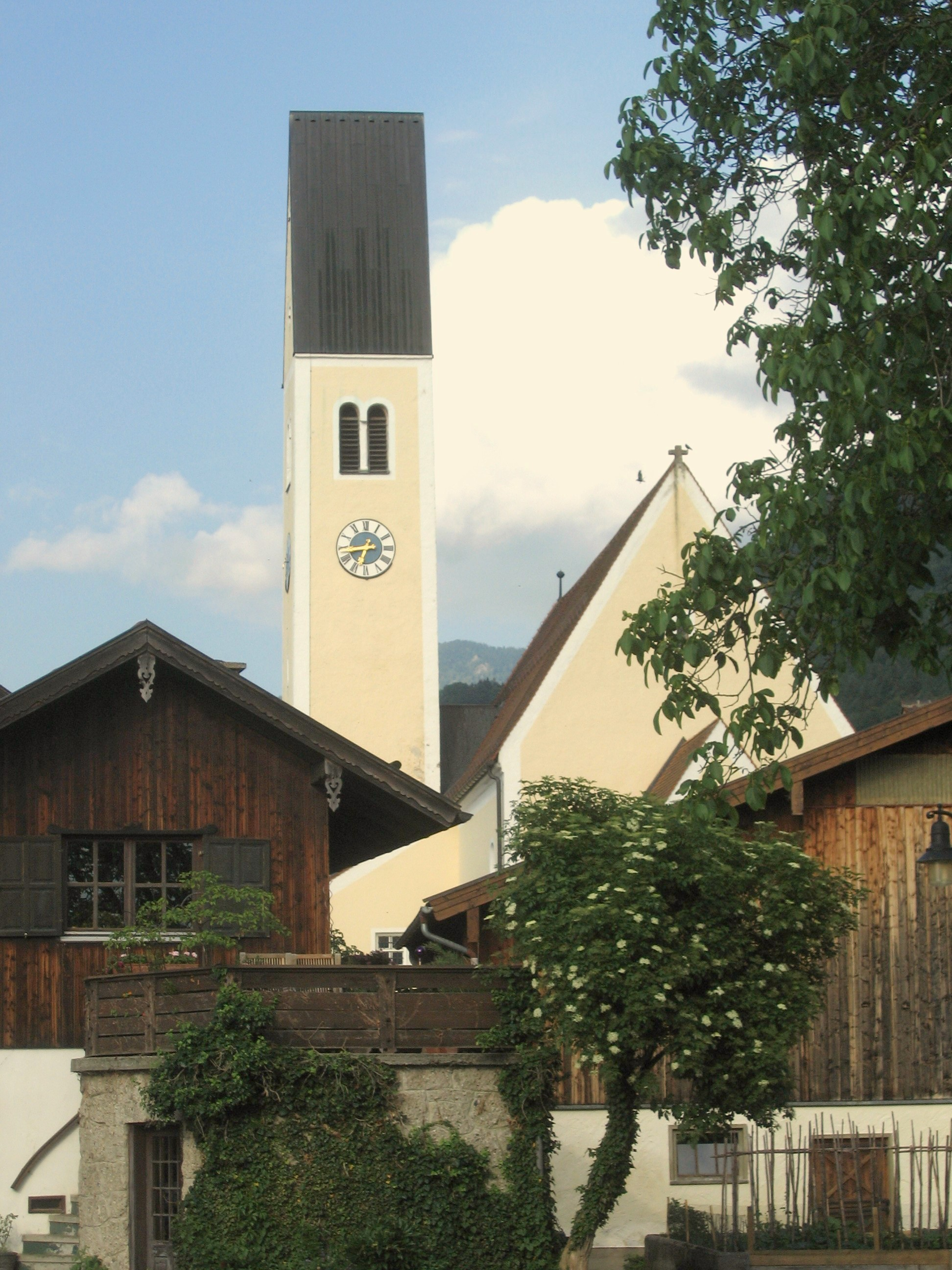
St. Vitus
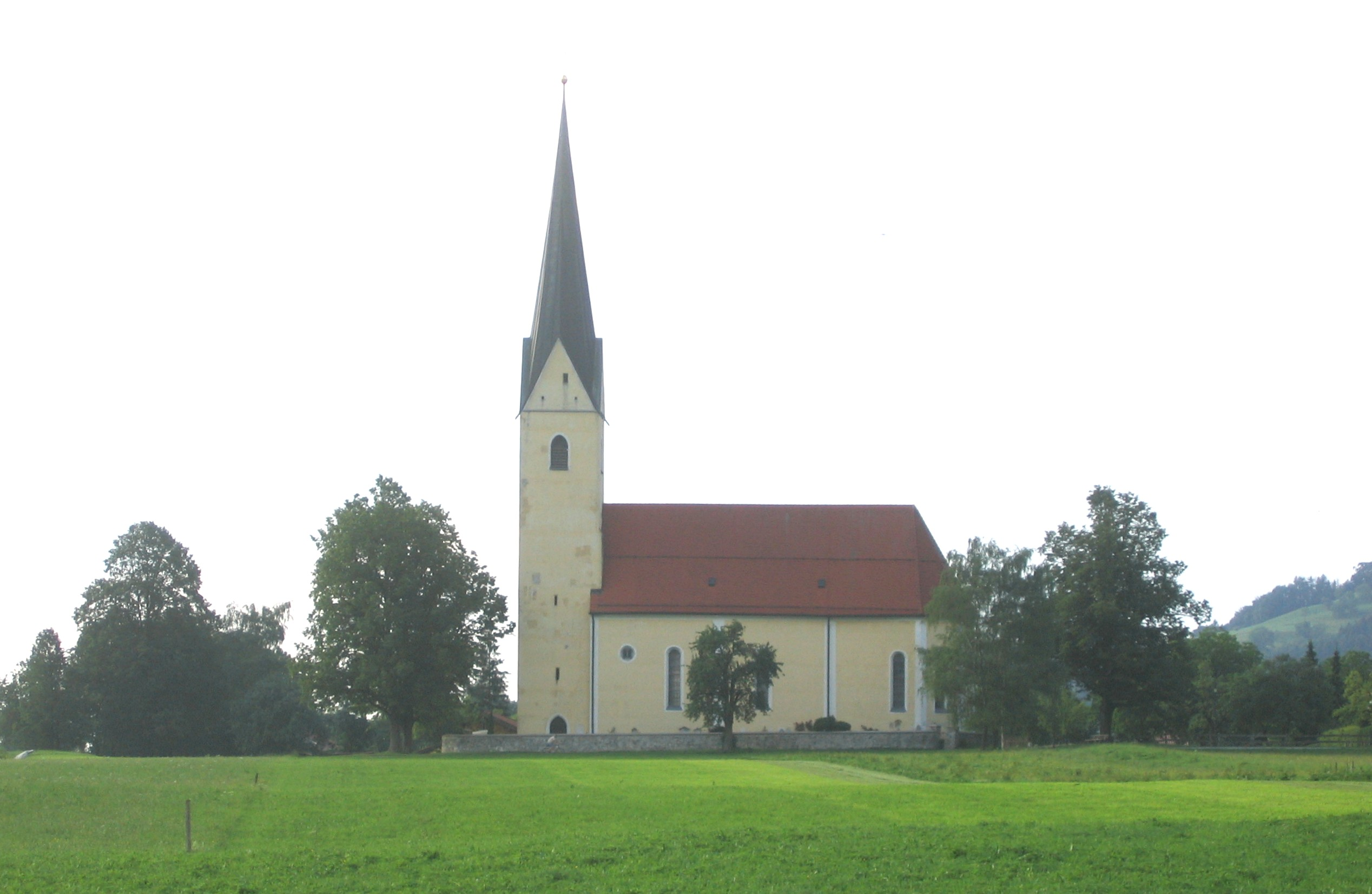
St. Leonhard
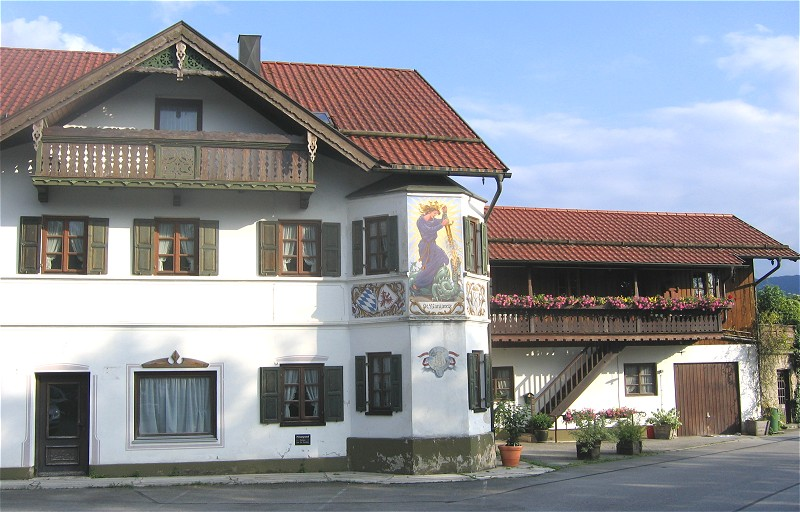
Ortskern
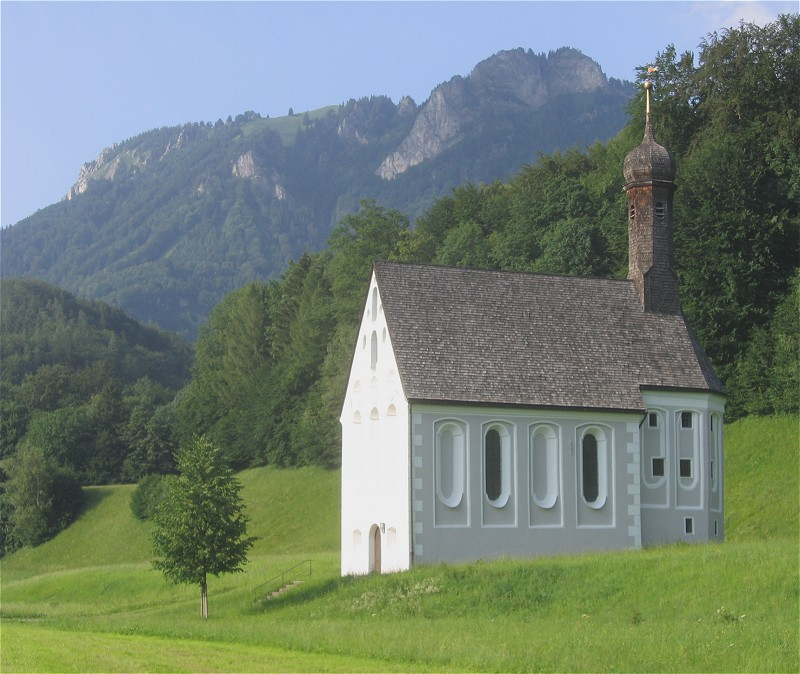
Kreuzkirche in Windshausen mit Heuberg

## Kunst und Kultur
Der Maler Peter Kalman (1877–1948) lebte und arbeitete zeitweise in Nußdorf. Kunst + Werk, eine Vereinigung Nußdorfer Künstler, veranstaltet regelmäßig Ausstellungen und Kunstevents. Darüber hinaus haben zahlreiche Künstler ihre Werkstätten und Ateliers im Gemeindebereich. Hierzu zählen zum Beispiel der Bildhauer Christian Staber sowie der Designer und Glaskünstler Florian Lechner.
Im Zuge des Rathausumbaus 2018/2019 wurde der Glaskünstler Florian Lechner mit der Fertigung des Nußdorfer Wappens aus Glas beauftragt, das als Ausdruck der Verankerung des kulturellen Lebens in der Gemeinde nun den neuen Sitzungssaal der Gemeinde ziert.
2010 wurde das Projekt Kunstkanal 2010 im Rahmen der in Rosenheim stattfindenden Landesgartenschau realisiert. Kuratiert von Michaela Firmkäs und Marion Kuffner, wurden insgesamt 14 Werke namhafter Künstler aus der Region einen Sommer lang entlang dem Nußdorfer Mühlbach ausgestellt. Die Gemeinde veranstaltet das Projekt Kunstkanal 2020 erneut.